# USS 콜로라도 (1856년)
USS 콜로라도(USS Colorado)는 3,400톤의 3개의 돛을 단 증기 스크루 프리깃으로, 1856년 6월 19일 노퍽 해군조선소에서 진수되었다. N.S. 도린 여사의 후원을 받아 제작되었으며, 1858년 3월 13일에 W. H. 가드너 대령을 함장으로 취역하였다.

## 남북전쟁 이전
1858년 5월 12일 보스턴에서 해역에 투입된 이후, 콜로라도 호는 영국 순항선에 의해 탐사 관행을 억제당하며, 8월 6일 보스턴으로 귀향할 때까지 쿠바 해역을 순항했다. 그 이후 1861년까지 통상적인 배치가 되었다.

## 남북전쟁
콜로라도 호는 1861년 6월 3일 재취역하여, 6월 18일 윌리엄 마빈 임시 사령관이 지휘하고 있는 북군의 만 봉쇄 전단에 합류하기 위해 보스턴에서 항해를 했다.

## 남북전쟁 이후

### 유럽 전단

1871년 6월 조선 원정에 앞서 콜로라도 호에 탑승하여 전쟁위원회를 개최하고 있는 해군장교들, 이 배의 사령관 조지 H. 쿠퍼 대령이 중앙에 앉아있고, 아시아전대 사령 해군 소장 존 로저스가 오른쪽 탁자 위에 지도를 가리키고 있음

1865년 2월 3일부터 5월 25일까지, 콜로라도 호는 뉴욕 해군조선소에 들어가 다시 임무 중지가 되었다. 유럽전대로부터 기함을 요청받았기 때문에, 6월 11일 출항하여 잉글랜드, 포르투갈, 스페인 그리고 지중해, 아드리아해를 항해했다. 1867년 7월 23일 쉘부르를 떠나 뉴욕으로 귀환하여 1867년 9월 7일부터 1870년 2월 15일까지 통상적인 배치가 이뤄졌다. 이 기간 동안 LCDR 듀이의 차기 여행 임무가 1867년에 있었고, 이듬해에는 행정부의 관리가 탑승을 했다.

### 아시아 전단
콜라로도 호는 아시아 전대의 기함이 되었다. 미국은 남북전쟁으로 접어들었고, 당시 그들의 외교 정책은 프랑스, 러시아, 영국과 같은 유럽 열강에 대항하는 것이었으며, 중국과 일본, 조선에 무역권을 확립하기 위한 그러한 노력을 기울이고 있었다.
콜로라도는 아시아 전대 기지를 1870년 4월 9일부터 1873년 3월 15일까지 순항했다. 1871년 4월에 해군 소장 존 로저스 전대의 기함으로서, 미국 공사를 중국과 조선에 외교 임무를 위해 동반했다.
1871년 6월 1일, 그의 전단 중 2 척의 배가 조선의 광성진 등에 설치된 해안 포대로부터 공격을 받았다. 이 공격에 대해 어떤 해명도 하지 않았기 때문에, 신미양요라고 불리는 징벌적 원정을 하여, 기지를 파괴하고, 조선인들에 대한 무차별 포격으로 많은 사상자를 내게 했다.
1872년 11월 21일, 홍콩을 정리하고, 콜로라도 호는 싱가폴과 케이프타운을 거쳐 뉴욕으로 향했고, 1873년 3월 11일 도착했다.

### 북대서양 전단
콜로라도 호는 북대서양 기지로 순항하기 위해 12월 12일 뉴욕에서 출항을 했고, 1874년 8월 27일 북대서양 전대의 기함이 되었다.

## 퇴역
1876년 5월 30일, 뉴욕으로 돌아온 후, 콜로라도 호는 6월 8일 퇴역을 했다. 1876년부터 1884까지 이 배는 뉴욕 해군조선소에서 화물선으로 사용되었다. 그후 1885년 2월 14일, 사기업에 매각되었으며, 부품을 활용하기 위해 해체되었고, 일부는 구리 고정물을 얻기 위해 녹여졌다.